# رفيف الياسري
رفيف فاضل الياسري (9 مايو 1985 - 16 أغسطس 2018) هيَ طبيبة مُمارسة لطب التجميل ومُقدمة برامج عراقية، مُتخصصة بالشؤون الطبية التي تخص المرأة، وقد عُينت مؤخراً سفيرةً للنوايا الحسنة من قبل المنظمة الفرنسية لحقوق الإنسان والسلام. تَمتلك رفيف مركز باربي الخاص بعمليات التجميل والليزر، في منطقة الجادرية في بغداد.
ولقد شكلت وزارة الداخلية العراقية على إثر حدث وفاتها الغامض فريقًا للتحقيق في مقتلها وَعُملَ تشييع رمزي لجثمانها في بغداد.

## حياتها
ولدت في عام 1985 في العاصمة بغداد، متزوجة ولديها ابنة واحدة رزقت بها في عام 20 مارس 2011. درست رفيف المرحلة الابتدائية بمدرسة أبن الرشد المختلطة ثم متوسطة أور وأنتقلت إلى أعدادية القناة للبنات وتم قبولها في عام 2003 بكلية طب الكندي بعد أن كانت من أوائل الطلبة بمعدل 99% ودرست الطب العام لمدة ستة سنوات وتخرجت بصفة طبيبة جراحة عامة، وبعد تخرجها درست بالأكاديمية الاميركية للتجميل والليزر وحصلت على الدبلوم العالي بألإضافة إلى شهادات من مختلف البلدان من ضمنها شهادة بالجراحة التجميلية والتقويمية.
جاءت فكرة مركز باربي عندما كانت رفيف في جولة سياحية في بكين مع زوجها ورأت لافتة كبيرة في أحد الواجهات المطلة على الشارع العام كتبت عبارة (باربي) للتجميل فأصبح حلمها نقل مركز باربي من بكين إلى بغداد، وبعد ذلك إفتتحت مركز باربي للتجميل والليزر في منطقة الجادرية بشارع السفارات في أواسط عام 2010 تعالج فيه حالات الحروق والتشوه وحالات ناتجة من أحداث الأنفجارات بالإضافة إلى العمليات التجميلية.

## وفاتها
توفيت بتاريخ 16 أغسطس 2018 في أحد مستشفيات بغداد، وما زالت أسباب الوفاة مجهولة. ذَكر أحد الأطباء بالمستشفى أنَّ رفيف وصلت إلى مستشفى الشيخ زايد مُتوفية.
ثم نقلت إلى دائرة الطب العدلي لإكمال إجراءات الوفاة.
في 18 أغسطس 2018، أفرجت السلطات العراقية عن جثمانها بعد خضوع جثتها للتشريح لمحاولة كشف ملابسات الوفاة، وكشف التقرير أنها تُوفيت داخل غرفة نومها بمنزلها، ورجحت السلطات العراقية أنه سيتم الإعلان عن نتائج التقرير بعد أسبوعين على الأقل.
حسب تقرير الطب الشرعي إن سبب وفاتها هو جرعة كبيرة من المخدرات أدت إلى وفاتها.